# Улица Щорса (Красноярск)
Улица Що́рса — улица в городе Красноярск Красноярского края Российской Федерации. Носит имя Николая Щорса.

## География
Улица Щорса начинается от улицы Мичурина — одной из главных магистралей правобережья, проходит по центру Первомайского посёлка с востока на запад, и, делая поворот на север, заканчивается на пересечении с улицей Академика Павлова.

## История
В 1971 году здесь открылось постоянное трамвайное сообщение, которое в настоящее время связывает большую часть районов правого берега Красноярска.

## Инфраструктура
В начале улицы жилой фонд представлен в основном «хрущёвками» и двухэтажными шлакоблочными «сталинками». После переулка Маяковского жилая застройка на Щорса представлена домами не старше 1975 года постройки. Это в основном «ленинградки» и девятиэтажные «улучшенки» серии КЖ. Есть на этой улице и дома с квартирами новой планировки. Несколько из них сделаны из железобетонных панелей на основе 97-й серии. Интересно, что в двух из них (№ 53, № 57) есть пятикомнатные квартиры общей площадью 95 м².